# 上斜肌
上斜肌（Superior oblique muscle）是一塊起源於眼窩內側的上面(從鼻子旁邊)，控制著眼球外展、下轉和內旋動作的梭肌。它在眼外肌當中是唯一受滑車神經(第四對腦神經)所支配的肌肉。

## 結構
上斜肌圍繞經過上斜肌滑車並且插入後顳顬骨表面上的鞏膜位置。滑車系統幫助上斜肌完成眼球下轉的動作，這就是儘管上斜肌插入了表面上也還是能使眼球下轉的主要因素。

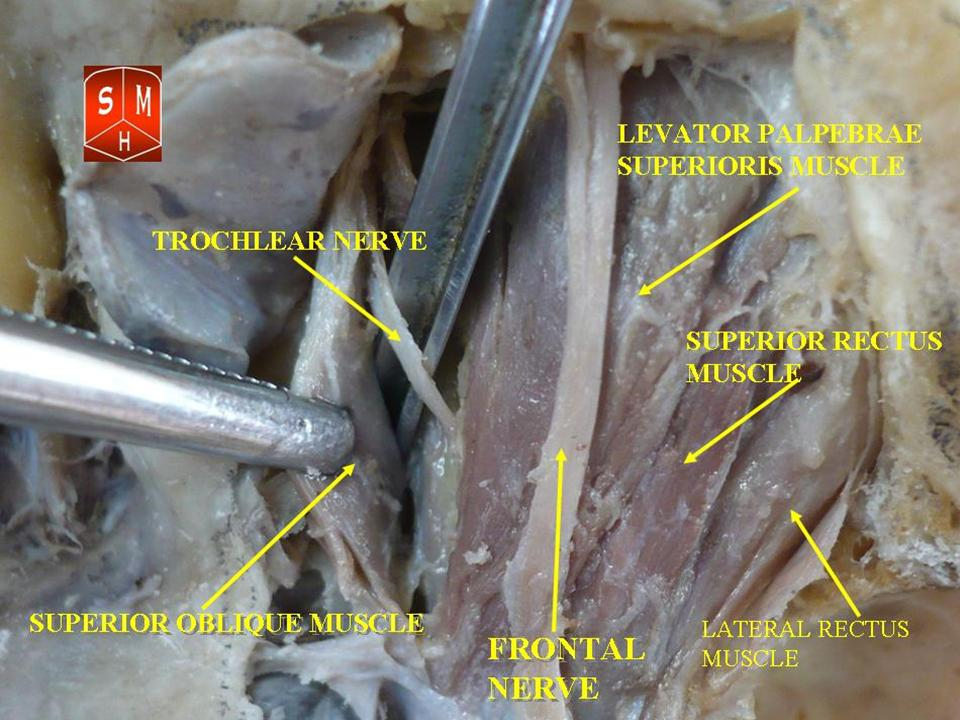
位於圖中左下角的上斜肌

上斜肌起始於視神經孔邊緣的總腱環，沿著上直肌起源處的眶上壁與眶內壁前行，最後插入於眼球赤道後方的鞏膜上面。

## 功能
上斜肌的主要功能是內旋(內側旋轉)；次要功能是下轉與外展(外側旋轉)。
四塊眼直肌和兩塊眼斜肌圍繞著旋轉軸(垂直、水平與前後軸)旋轉眼睛。

## 臨床意義
滑車神經麻痺，又稱為第四對腦神經麻痺，是一種常見的封閉性頭部外傷的併發症。
上斜肌鞘症候群，又稱為布朗症候群，是一種由於上斜肌的肌腱變得沒有彈性，限制了下斜肌的運動，導致在內縮時難以使眼睛上轉的疾病。
上斜肌肌纖維顫搐是一種罕見的神經疾病，由於壓迫到滑車神經的血管，導致上斜肌不由自主、短暫以及反覆的運動使看到的景象改變。
上斜肌的手術包含腱切斷術(割腱術)、後徙術、silicone expander lengthening 、split肌腱放長術、tucking和Harada-Ito術。

## 圖片

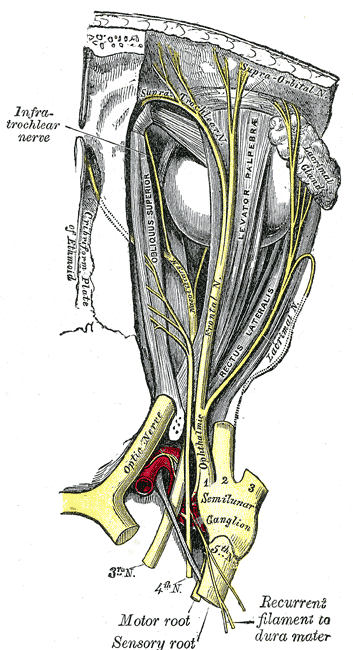
從上方觀察眼窩的神經
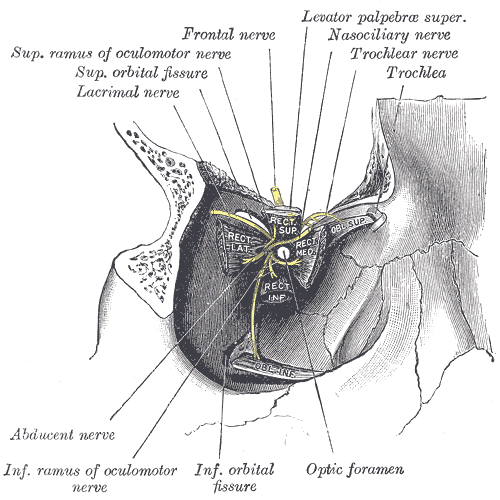
顯示於右眼外肌起源處的解剖圖(神經於眶上裂旁邊處進入)

## 外部連結
- Anatomy figure: 29:01-03 at Human Anatomy Online, SUNY Downstate Medical Center